# Lista de empresas envolvidas no Escândalo do Mensalão
Estas são as principais empresas ou instituições financeiras envolvidas no Escândalo do Mensalão.

## Brasil

### Empresas estatais
O deputado Roberto Jefferson disse que parte do dinheiro do mensalão vinha de empresas estatais, entre elas, Furnas, Eletronuclear, Petrobras, Instituto de Resseguros do Brasil (IRB) e Empresa Brasileira de Correios e Telégrafos (EBCT).
- Furnas: Segundo o deputado, Furnas repassou R$ 3 milhões por mês ao Partido dos Trabalhadores (PT) e seus aliados,
- Eletronuclear: O  presidente da empresa Paulo Figueiredo (indicado pelo PCdoB, aliado do PT) e o ex-assessor do ministro José Dirceu e ex-secretário de Comunicação do PT  Marcelo Sereno são suspeitos de terem manipulado os fundos de pensão da estatal para desviar dinheiro ao PT.
- Petrobras: Segundo o deputado Roberto Jefferson, foi uma das principais empresas usadas pelo PT para desviar recursos para o partido. Em 5 de julho de 2005 o secretário-geral do PT Silvio Pereira renunciou a seu cargo porque foi descoberto que ele recebeu de presente um automóvel Land Rover da empresa GDK, vencedora de uma licitação de U$ 90 milhões junto à Petrobras.
- Instituto de Resseguros do Brasil (IRB): segundo Roberto Jefferson Marcos Valério articulou um encontro com representantes da Portugal Telecom, ligada ao Banco Espírito Santo (BES). Nesse encontro ficou decidida a transferência de U$ 600 milhões do IRB ao BES e que este compraria as linhas de transmissão da estatal Eletronorte. De acordo com o deputado, a operação renderia até R$ 120 milhões para o PT e o PTB. O próprio Jefferson foi acusado de interferir junto ao IRB para arrecadar fundos para seu partido, o PTB. Jefferson admitiu a manobra, contudo disse que ela foi legal e que as doações seriam registradas legalmente e feitas por empresários indicados pelo então presidente do IRB.
- Empresa Brasileira de Correios e Telégrafos (EBCT): Inicialmente o deputado Roberto Jefferson foi acusado de comandar um esquema de corrupção nos Correios. Jefferson  admitiu a existência de um esquema de corrupção, mas alegou que ele era controlado pelo PT. Em depoimento para a CPI dos Correios, Maurício Marinho, que foi chefe do Departamento de Contratação e Administração de Material da estatal, citou os nomes do então secretário-geral do PT, Sílvio Pereira e do então ministro Luiz Gushiken, como as pessoas que teriam influência na administração da empresa, e que deveriam ser responsabilizadas por alguns contratos realizados pela estatal salvar

### Fundos de pensão
Os fundos de pensão das empresas estatais são suspeitos de terem sido usados em operações para arrecadar dinheiro para o caixa 2 do Partido dos Trabalhadores (PT). Uma análise em alguns dos fundos de pensão revelou que eles foram administrados de forma "imprudente" e que tiveram um desempenho bastante inferior, quando comparado ao de outros fundos de pensão.
- Nucleos: O representante dos funcionários no Conselho Deliberativo do Nucleos, Neildo de Souza Jorge (PT), acusou o ex-secretário de Comunicação do PT e ex-assessor do ex-ministro José Dirceu, Marcelo Sereno, de usar os fundos de pensão Nucleos para arrecadar dinheiro para o partido. O patrimõnio total do fundo Nucleos é  de R$ 461,4 milhões (dezembro de 2004). Foram investidos de modo equivocado em 2004, R$ 97,48 milhões no fundo exclusivo Zircônio que acumulou 21,66% de perdas no ano. O fundo exclusivo Titânio de R$ 28 milhões terminou o ano de 2004 com uma valorização de 1,75%, considerada muito abaixo do valor normal de mercado.

### Empresas de comunicação
- O Globo: segundo o deputado Roberto Jefferson, o jornal O Globo produziu reportagens de veracidade e parcialidade duvidosa com o intuito de favorecer o governo. O ex-ministro da Casa Civil José Dirceu supostamente tinha  influência na redacção do jornal.
- Revista Época: a Revista Época faz parte do mesmo grupo de O Globo e também foi acusada de trabalhar para o governo.

### Empresas privadas

#### Ligadas a Marcos Valério
- DNA: empresa de Marcos Valério. No centro do escândalo, a empresa de Valério é acusada de ter sido favorecida em contratos com o governo federal além da distribuição de grande soma de recursos financeiros para vários políticos e partidos brasileiros. Algumas das transferências da empresa de Valério já foram identificadas pelas CPIs que investigam o escândalo.
- Graffiti Participações: empresa de Marcos Valério, suspeita de ter sido utilizada no suposto esquema de desvio de dinheiro e/ou caixa dois do PT.  Dinheiro era transferido do Banco BMG para a Graffiti e então repassado para o PT.[1][2]
- Multiaction: Multiaction Entretenimentos Ltda – empresa especializada em eventos pertencente a  Marcos Valério. Suspeita de ter sido favorecida em contratos com os Correios, entre outras irregularidades.[3][4]
- SMP&B: empresa de Marcos Valério, pivô do escândalo de corrupção, suspeita de ter sido usada para lavagem de dinheiro e transferência de dinheiro tanto para o Mensalão tucano durante o governo FHC quanto  para o Partido dos Trabalhadores durante o governo Lula.
- Banco Opportunity: empresa de Daniel Dantas, suspeita-se que tenha sido o principal financiador do suposto mensalão, sendo a empresa controladora da compahia de telecomunicações Brasil Telecom, com contratos milionários de publicidade com as empresas de Marcos Valério.

#### Outras
- Aeropostal Brasil Transporte Aéreo Ltda: ver Brazilian Express Transportes Aéreos Ltda.
- Ágora, Alexander Forbes, Assurê Seguros, Coopergay: O relatório da comissão de sindicância interna do IRB relatou que o ex-presidente da estatal Lídio Duarte e o ex-diretor comercial Eduardo Lucena executaram operações atípicas que favoreceram essas corretoras. A Assurê pertence a  Henrique Brandão, amigo do deputado Roberto Jefferson (PTB-RJ).[5]
- Athenas Trading: segundo o relator da CPI dos Correios esta empresa enviou milhares de dólares para o exterior, em operações suspeitas de servirem para lavagem de dinheiro.[6]
- Barcelona Turismo: empresa do doleiro Antonio Oliveira Claramunt, o Toninho da Barcelona. Usada para operações de envio e recebimento de dólares do exterior.
- Bônus-Banval: corretora suspeita de fazer parte do esquema de distribuição de dinheiro operado pelo empresário Marcos Valério. A corretora efetuou pagamentos  a pessoas indicadas por Valério.[7]
- Brasil Telecom: o ex-presidente da Casa da Moeda, Manoel Severino dos Santos, disse para a CPI da Compra de Votos que Marcos Valério tinha ações e poder para interferir na empresa. A Brasil Telecom é  a principal empresa de telecomunicações das regiões Sul, Centro-Oeste e dos Estados do Acre, Rondônia e Tocantins.[8]
- Brazilian Express Transportes Aéreos Ltda. Ao lado da Aeropostal Brasil Transporte Aéreo Ltda operava o serviço Correio Aéreo Noturno da Empresa Brasileira de Correios e Telégrafos. A empresa teve seus sigilos bancário, fiscal e telefônico quebrados pela CPI dos Correios. A empresa foi suspeita de ter sido favorecida com  licitações e superfaturamento de contratos com os Correios. Segundo o relator da CPI deputado Osmar Serraglio (PMDB-PR) a Express e a empresa Skymaster (concorrente da licitação) tinham um acordo através do qual a vencedora do processo de licitação para prestar serviços aos Correios deveria partilhar os lucros e serviços com a outra. Através disso, segundo o relator, as empresas ajustavam por antecipação os lances da licitação.  Serraglio disse que “isso resultou no prejuízo de R$ 64 milhões" para os Correios.
- Churrascaria Porcão: restaurante de Brasília onde ocorreu  um show da famosa dupla sertaneja Zezé di Camargo e Luciano,destinado a arrecadar fundos para o Partido dos Trabalhadores, que a época pretendia realizar a construção de uma nova sede do Partido dos Trabalhadores. O Banco do Brasil comprou 150 ingressos para seus clientes, no valor estimado de 25 mil Reais, que foram devolvidos ao Banco quando da denúncia pública.
- Comam: Comercial Alvorada de Manufaturados, empresa de  Arthur Wascheck e seu sócio na época, Antonio Velasco Remigio, que fornecia  material de saúde e informática para os Correios. Waschek foi quem mandou gravar a fita em que aparece o  ex-chefe do Departamento de Contratação e Administração de Material dos Correios Maurício Marinho recebendo R$ 3 mil. A empresa foi suspeita de ter sido favorecida em contratos atípicos com os Correios.[9]
- Consórcio Alfa: Em 22 de junho, em depoimento para a CPI dos Correios, o ex-chefe de departamento dos Correios Maurício Marinho colocou sob suspeita um grande contrato firmado em 2004  entre os Correios e o Consórcio Alfa, do qual fazem parte as empresas Novadata e Positivo. Os contratos, da ordem de R$ 120 milhões  eram  para a aquisição de kits para o Banco Postal e o Projeto Sara (Seviço de Automação da Rede de Atendimento).
- Consórcio Postel: consórcio de empresas brasileiras montado pela empresa italiana Postel. Há indícios de que houve superfaturamento de mais de R$ 2 bilhões no processo de implantação do Correio Híbrido (sistema de recebimento eletrônico e impressão de dados) dos Correios.  O consórcio da Postel venceu a  licitação para o serviço no valor  de  R$ 4,5 bilhões, oferecendo mais tarde  um desconto de 3%, totalizando R$ 4,3 bilhões.  O preço médio de mercado pelo mesmo serviço é de  R$ 1,3 bilhão. A negociação seria de responsabilidade dos ex-diretores Eduardo Medeiros de Morais (Tecnologia) e Maurício Coelho Madureira (Operações), ambos indicados pelo Partido dos Trabalhadores. A suspeita foi levantada por Maurício Marinho durante depoimento para a CPI dos Correios em 21 de junho.
- CPA: Consultoria, Planejamento e Assessoria. A empresa foi acusada pela CPI da Câmara Municipal de Iturama, em Minas Gerais de participar de um esquema de desvio de verbas da prefeitura da cidade, em 1996. O ex-ministro dos Transportes Anderson Adauto (PL) é amigo e ex-sócio dos donos da CPA: Sérgio José de Souza e Rômulo de Souza Figueiredo os quais são suspeitos das irregularidades. A empresa  contribuiu para a campanha política de Adauto. Marcos Valério contou que repassou R$ 1 milhão para Anderson Adauto entre junho de 2003 e janeiro de 2004. José Luiz Alves, assessor de Adauto e atual prefeito de Uberaba, disse para a CPI do Mensalão, em 5 de outubro de 2005, que a pedido de Adauto sacou dinheiro do Banco Rural das contas de  Marcos Valério duas vezes, totalizando R$ 200 mil.[10][11][12][13][14][15]
- CPEM: Consultoria para Empresas e Municípios. A empresa é ligada ao compadre de Luiz Inácio Lula da Silva, Roberto Teixeira (que também é padrinho do filho mais novo de Lula). O economista e integrante do Partido dos Trabalhadores (PT) de longa data, Paulo de Tarso Venceslau, disse que em 1997 acusou as prefeituras do PT de beneficiarem irregularmente  a empresa CPEM. Estariam envolvidos no escândalo a cúpula do PT e o então presidente de honra Luiz Inácio Lula da Silva. Segundo Venceslau, o partido realizou uma sindicância interna, absolveu a cúpula e expulsou ele próprio, o autor da denúncia.[16][17][18][19]
- Duda Mendonça & Associados Propaganda: empresa de Duda Mendonça, responsável pela campanha de Lula para Presidente em 2002, e da maioria das campanhas publicitárias do governo federal e do Partido dos Trabalhadores até meados de agosto de 2005. Duda contou para a CPI dos Correios em 11 de agosto que foi pago através de contas abertas no exterior. O governo e o PT não quiseram mais os serviços de Duda depois que ele fez essa declaração.
- Express: empresa de empresa de cobrança e factoring, propriedade de Alexandre Vasconcelos Castro. Vasconcelos realizou saques do Banco Rural em nome de Marcos Valério segundo documento do Coaf (Conselho de Controle de Atividades Financeiras).[20][21]
- Gamecorp: empresa de Fábio Luiz Inácio Lula da Silva, filho do Presidente Luiz Inácio Lula da Silva. Ela recebeu em janeiro de 2005, investimento da ordem de R$ 5 milhões da empresa de telefonia Telemar, e teve uma ascensão surpreendente fora do padrão do mercado.
- Gtech: empresa envolvida em negociações suspeitas envolvendo a renovação de contratos com a Caixa Econômica Federal. Ver escândalo dos Bingos.[22]
- Globalprev: se chamava Gushiken & Associados até que um dos sócios, Luiz Gushiken saiu no final de 2002. A empresa registrou um crescimento surpreendente depois que Guhiken assumiu o cargo de ministro.[23]
- Guaranhuns (não confundir com Garanhuns, nome da cidade natal de Lula): Sabe-se até o momento que a empresa  Guaranhuns Empreendimentos e Participações S/C  Ltda, localizada em Santana do Parnaíba (SP)  recebeu cheques nominais no valor de R$ 2,2 milhões da agência SMP&B, do publicitário Marcos Valério e que ela sacou mais de R$ 7 milhões no Banco Rural, de uma conta usada pela SMP&B. As autoridades suspeitam  que a empresa é de fachada e que foi usada para a acessar de maneira ilegal recursos financeiros armazenados no exterior. Suspeita-se ainda que um de seus sócios ocultos seria Ricardo Sérgio de Oliveira, ex-diretor do Banco do Brasil e ex-tesoureiro do PSDB, que ficou conhecido, durante o processo de privatizações das telecomunicações levadas a cabo no governo de Fernando Henrique Cardoso, por ser o suposto autor da célebre frase "Estamos agindo no limite da irresponsabilidade". Por conta dessa suspeita, Ricardo Sérgio foi convocado recentemente para ser ouvido na CPMI dos Correios. A empresa ururguaia Esfort Trading S/A  detém 99% das cotas da Guaranhuns, e José Carlos Batista (que é suspeito de ser um testa-de-ferro) tem 1%.
- HHP: Hand Held Products Brasil Ltda. O ex-chefe de Contratação e Administração dos Correios Maurício Marinho disse para o Ministério Público que a empresa foi favorecida pelo então secretário-geral do PT Sílvio Pereira para que ela vencesse contratos para a compra de docas, impressoras portáteis e microcoletores de dados. Segundo Marinho, teria tomado parte nessa operação Edilberto Petry, assessor do ex-diretor de Ciência e Tecnologia dos Correios Eduardo Medeiros, indicado por Pereira.[24]
- Interbrazil: seguradora investigada pela Polícia Federal suspeita de ter sido favorecida irregularmente em contratos bilionários na área de seguros com empresas estatais do setor elétrico. A empresa era praticamente desconhecida no mercado até que depois de ter ajudado integrantes do Partido dos Trabalhadores de Goiás conseguiu fechar negócios no valor de R$ 4,6 bilhões com estatais. A CPI dos Correios comprovou que a Companhia Energética de Goiás (Celg) adquiriu uma apólice de seguro no valor de R$ 1,2 bilhão sem que a Interbrazil tivesse capital para cobrir o sinistro.[25]
- Leão & Leão: seviço de coleta de lixo. Segundo o advogado Rogério Buratti, o então Prefeito de Ribeirão Preto Antonio Palocci (1993-1996) cobrava ilegalmente da Leão & Leão e de outras empresas cerca de R$ 50 mil mensais. A quantia era supostamente encaminhada para o diretório do Partido dos Trabalhadores em São Paulo.
- MM: M&M Consultoria Jurídica e Administrativa: empresa de Belo Horizonte pertencente a Marcelo Coelho Aguiar e Walter Santos Neto. Coelho Aguiar  foi assessor da Secretaria de Comunicação (SECOM) do governo Lula. A empresa é suspeita de receber recursos financeiros de outras empresas (propina) e repassá-los ao Partido dos Trabalhadores. A empresa é suspeita de ter  recebido R$ 2,09 milhões da Gtech, entre dezembro de 2002 e junho de 2003 (ver Gtech).[26][27][28][29]
- Marfinite:  Empresa Fornecedora de Caixas para os Correios. A empresa foi citada pelo do ex-chefe de Compras dos Correios Maurício Marinho entre os contratos suspeitos e que mereceriam uma investigação por parte da CPI.[30]
- Norospar: Associação Beneficente de Saúde do Noroeste do Paraná. Organização criada em 1 de setembro de 2003 pelo médico José Alcindo Gil, ela cuida  do Hospital São Paulo, localizado em Umuarama, no Paraná. No final de 2003, três meses após sua criação, a entidade recebeu  R$ 1 milhão em verbas da parcela reservada a emendas parlamentares, sem que nenhum deputado tenha solicitado a verba. Gil é amigo de José Dirceu.[31][32]
- Novadata: A Novadata, é uma empresa de informática que pertence ao empresário Mauro Dutra, que tem ligações com o Partido dos Trabalhadores. Suspeita de ter sido beneficiada com grandes contratos  com a empresa de Correios. Ver Consórcio Alfa.
- Qualix Serviços Ambientais: empresa de serviço de coleta de lixo. Suspeita de ter se beneficiado de fraude na licitação para o serviço de coleta de lixo da cidade de São Paulo, durante a gestão da Prefeita Marta Suplicy. Há a suspeita de que a empresa tenha contribuído para um fundo não declarado (caixa dois) do Partido dos Trabalhadores.[33][34][35]
- Scopus: empresa de informática vinculada ao Banco Bradesco, ganhou contrato para  a manutenção de equipamentos de informática dos Correios  em quase todo o território brasileiro. Apontada pelo ex-diretor de Contratações e Compras dos Correios, Maurício Marinho, como uma das empresas cujos contratos com os Correios deveriam ser investigados.[36]
- Skymaster: empresa de transporte aéreo de carga. Acusada pela CPI dos Correios de ter gerado prejuízo de milhões de reais nos Correios através da prática de superfaturamento e manipulação de contratos.[37][38]
- Varig: citada pelo deputado Roberto Jefferson durante um de seus depoimentos para uma das comissões parlamentares de inquérito. O deputado deixou a entender que pode ter havido interferência escusa de alguém do governo (do alto ou do baixo escalão) durante negociação entre a empresa brasileira VARIG e portuguesa TAP. A VARIG é a maior empresa de transporte aéreo da América Latina.
- Vega Serviços Ambientais, serviço de coleta de lixo. Suspeita de ter sido beneficiada com fraudes nos contratos para o serviço de coleta de lixo em São Paulo (cidade), durante a gestão da Prefeita Marta Suplicy do Partido dos Trabalhadores.[39]
- Villimpress, gráfica de Ribeirão Preto. O ex-gerente financeiro da Villimpress Luciano Maglia declarou para a CPI dos Bingos em 27 de setembro que a gráfica emitia por mês de R$ 25 a R$ 30 mil em notas para a empresa Leão Leão, a qual  cuidava da coleta de lixo em Ribeirão. O dinheiro seria usado nas campanhas políticas do Partido dos Trabalhadores, inclusive na campanha Presidencial de 2002, que elegeu Lula.[40][41]

### Instituições financeiras
- Banco Rural e BMG - bancos utilizados por Marcos Valério para suas operações. Também são os bancos que fizeram os supostos empréstimos ao PT, intermediados por Marcos Valério. Sobre esses bancos, pairam suspeitas de benefícios indevidos por parte de políticas do governo, que teria direcionado a eles recursos milionários de fundos de pensão (caso do Banco Rural), além de ter dado uma preferência inexplicada ao BMG na concessão de licença para obtenção de crédito vinculado ao INSS. De fato, o patrimônio e os recursos aplicados destes bancos septuplicou durante o governo Lula.
- Banco do Brasil: também usado por Marcos Valério para suas operações.
- Banco Opportunity: grupo financeiro de Daniel Dantas, envolvido em uma polêmica disputa societária com o fundo de pensão Previ, do Banco do Brasil, pelo controle da operadora de telefonia Brasil Telecom. Marcos Valério teria sido contatado pelo Opportunity através de Carlos Rodenburg, alto executivo do grupo, para intervir junto ao governo em prol de uma resolução do conflito societário favorável ao Opportunity.

## Portugal
- Portugal Telecom: segundo o deputado Roberto Jefferson, seguindo sugestão do então Ministro da Casa Civil José Dirceu,  o secretário do PTB Emerson Palmieri  deveria testemunhar uma reunião entre o empresário Marcos Valério com Miguel Horta Costa, presidente da Portugal Telecom, durante a qual seriam pedidos recursos financeiros para o PT e PTB. Dirceu, Valério e Horta negaram essa reunião. O secretário do PTB confirmou.
- TAP: ver "VARIG" acima.
- Banco Espírito Santo: ver "Instituto de Resseguros do Brasil (IRB)" acima.
- Somague: grupo português de construção civil, suspeito de ter sido beneficiado por um suposto tráfico de influência praticado por Rogério Tadeu Buratti, ex-assessor do ministro da Fazenda Antonio Palocci. Buratti disse que as negociações foram normais e negou a acusação de tráfico de influência. O Ministério da Fazenda num primeiro momento negou o encontro  com a empresa portuguesa, mas depois voltou atrás e admitiu que recebeu um representante da mesma, numa audiência considerada normal.

## Estados Unidos
- Beacon Hill: Nome da Conta Bancária supostamente usada por Marcos Valério para suas operações.

## Uruguai
- Esfort Trading: Empresa uruguaia com sede em Montevidéu e proprietária da empresa Guaranhuns (ver Guaranhuns).

Foram identificadas pela CPI dos Correios pelo menos duas remessas para a conta no Banrisul da Esfort Trading nas Ilhas Cayman. Uma movimentação foi de 1 milhão de dólares feita em 25 de março de 2002 e a outra foi de 100 mil dólares, em 4 de junho de 2003.